# Temnorhynchus scutiger
Temnorhynchus scutiger är en skalbaggsart som beskrevs av Hermann Julius Kolbe 1905. Temnorhynchus scutiger ingår i släktet Temnorhynchus och familjen Dynastidae. Inga underarter finns listade i Catalogue of Life.